# Netopýr večerní
Netopýr večerní či také netopýr pozdní (Eptesicus serotinus) je druh poměrně velkého netopýra s velkýma ušima, který obývá i Českou republiku. Rozpětí křídel je okolo 37 cm, samotný netopýr pak dorůstá velikosti mezi 62 až 80 mm při hmotnosti 13 až 30 g.

## Výskyt

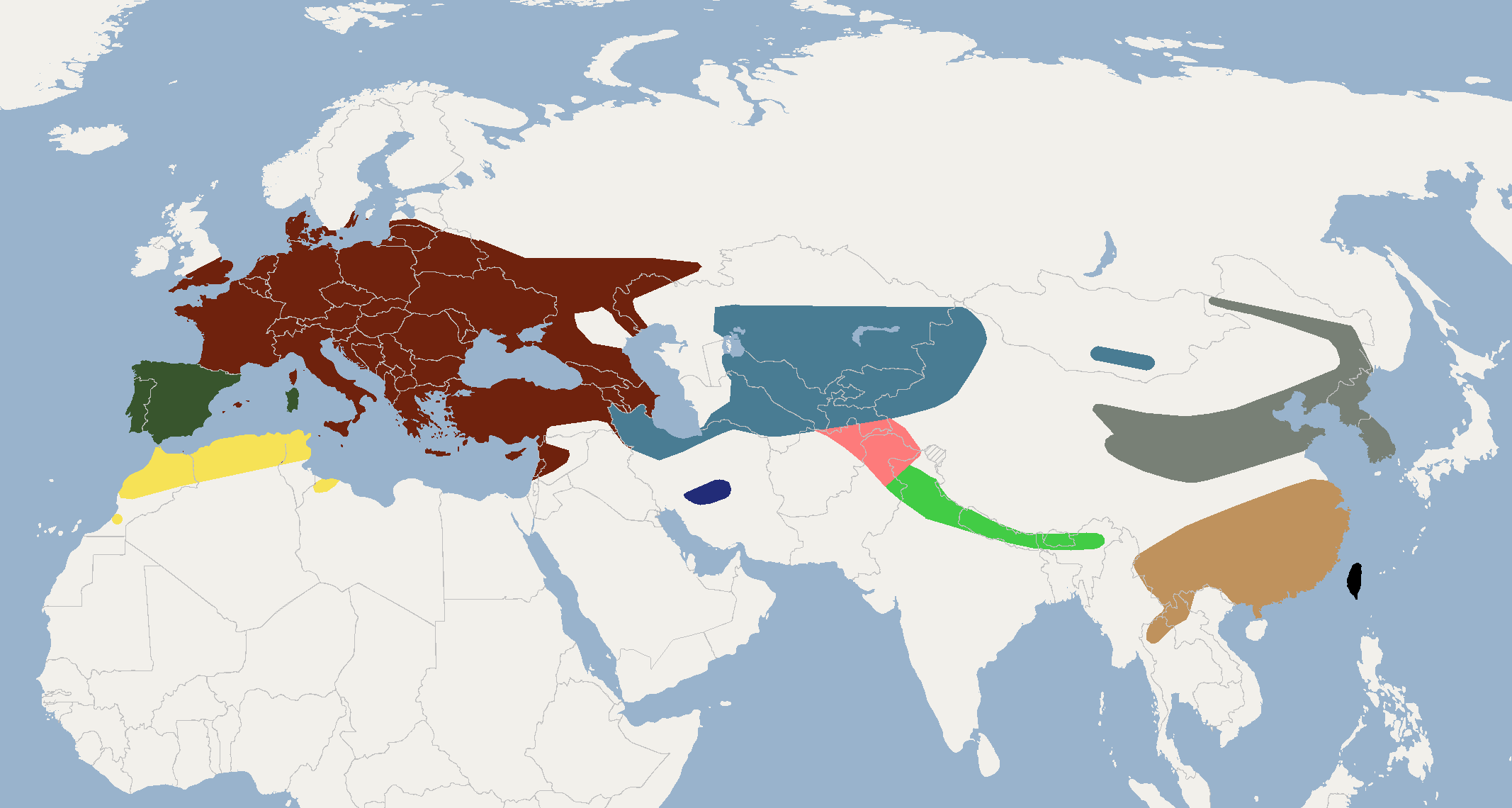
Mapa výskytu druhu, jednotlivé barvy odpovídají různým poddruhům netopýra

Tento druh netopýra obývá velkou část kontinentální Evropy (ale byl pozorován i v oblasti jižní Anglie) a Asie. Jeho výskyt se táhne od Španělska, přes Francii, Německo, Ukrajinu, Rusko, Turecko, Írán, Irák, Pákistán až do Číny.
V České republice se vyskytuje téměř po celém území, kde vyhledává blízkost lidských sídel.

## Echolokace
Netopýr večerní využívá k echolokaci frekvence mezi 25–55 kHz, většinou kolem 31 kHz s průměrnou dobou trvání 8,8 ms.